# Фабула

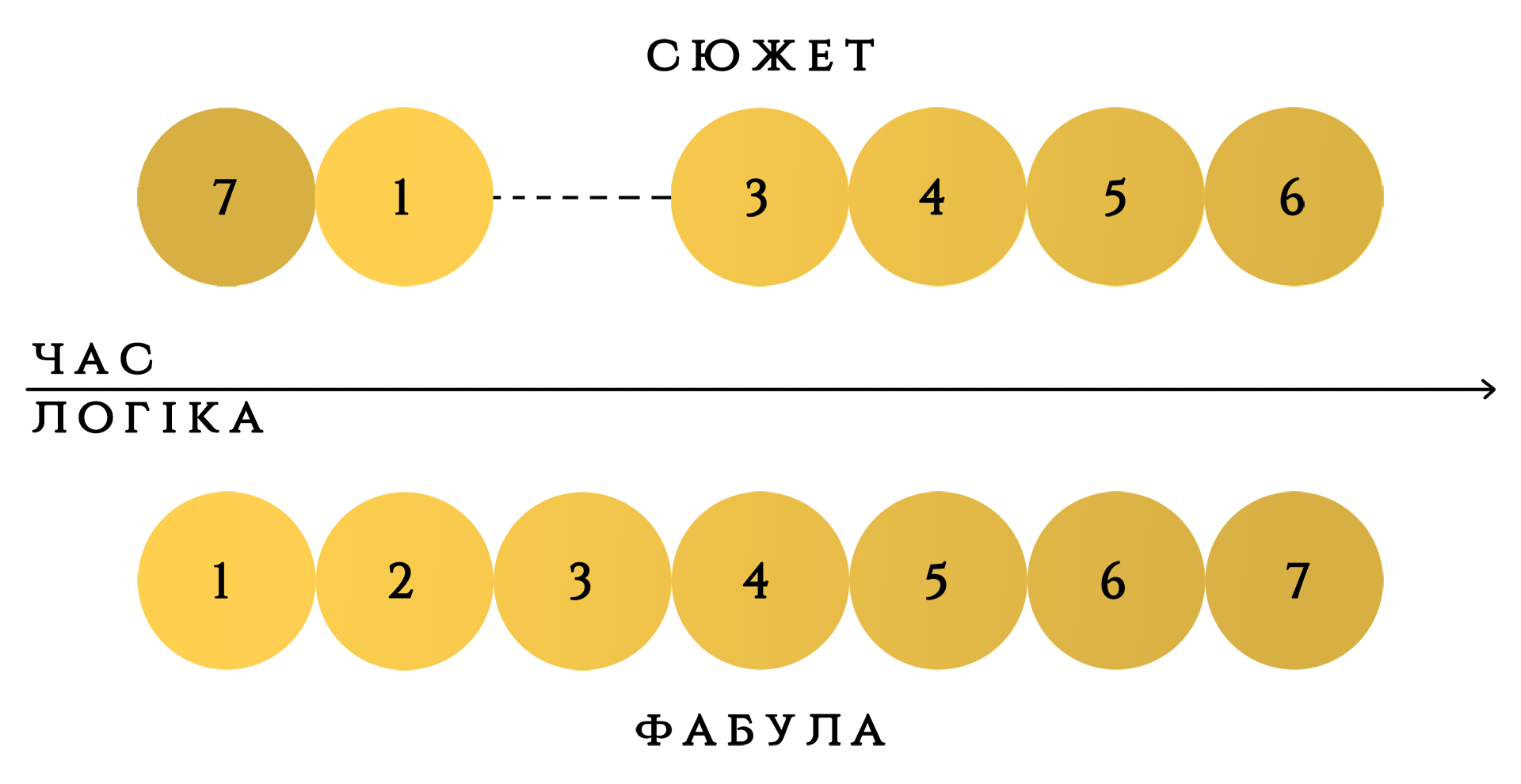
Різниця між сюжетом та фабулою

Фабула — хронологічне, послідовне зображення подій у художньому творі, на відміну від сюжету, де події можуть зображатися непослідовно, в нехронологічному порядку або з пропусками. Фабула — чинник сюжету, його ядро, що визначає межі руху сюжету в часі й просторі; розповідь про події, змальовані в епічних, драматичних, ліро-епічних творах. Фабула й сюжет можуть збігатися, якщо викладені в обох випадках у чіткій причинно-часовій послідовності.

## Історія терміна
В античну епоху слово «фабула» мало значення: 1) байка (звідси нім. Fabel, англ. fable, франц. fabliau) як найменший прозовий жанр; 2) розповідна основа трагедії, наприклад, міф про Прометея, оброблений Есхілом («Прометей закутий»), а в пізнішій античності — випадок, взятий з переказу. Це поняття було запозичене літературознавством XIX—XX ст.
Олександр Потебня, Іван Франко, Леся Українка розглядали фабулу як окреме вираження сюжету, його схему, логічно-послідовний виклад подій. В естетиці російського реалізму XIX ст. фабулою називався стислий, позбавлений деталей розвиток дії в хронологічній або причинно-наслідковій послідовності.
У 1920-і зміст понять «сюжет» і «фабула» діаметрально змінився, порівняно з реалізмом. Внесок у розмежування сюжету й фабули зробили представники російської «формальної школи» у 20-ті роки XX ст., зокрема Віктор Шкловський, Борис Томашевський, Микола Петровський, Борис Ейхенбаум. З їхньої позиції фабула — це хронологічний чи логічний порядок подій, який складає тло для сюжету. А сюжет — це те, в якому порядку події подано сприймачеві твору. В радянських теоретиків літератури (зокрема Олександра Ревякіна, Леоніда Тимофєєва та ін.) пропонувалося відмовитися від терміна «фабула» як такого, що не має самостійного значення та вносить плутанину. Він зрідка використовувався в значенні стислого опису основних подій, або щодо художньої обробки сюжету.
Протиставлення фабули та сюжету властиве східним послідовникам російської «формальної школи», тоді як на Заході йому відповідає протиставлення історії (англ. story, фр. histoire) та сюжету (англ. plot, фр. récit); історії та тексту (фр. texte); дії (фр. acción) та дискурсу (фр. discurso); або історії та дискурсу. Так, історію та дискурс протиставляв у праці «Категорії літературної оповіді» (фр. Les categories du recit littéraire, 1966) Цветан Тодоров. Історію та сюжет у «Наративному дискурсі» (фр. Discours du récit, 1972) Жерар Женетт. Історію та текст у «Наративній вигадці» (англ. Narrative fiction, 1983) Шломіт Ріммон-Кеннан. У «Наратології» (англ. Narratology, 1985) Міке Баль запропонувала трискладову схему фабула-історія-текст. Подібну схему дія-історія-дискурс навів у «Дія, історія, промова. Структура оповідної художньої літератури» (фр. Acción, relato, discurso. Estructura de la ficción narrativa, 1998) Хосе Ейнджел Гарсія Ланда.